# Маслеников, Павел Васильевич
Павел Васильевич Маслеников (бел. Масленікаў, Павел Васілевіч; 14 февраля 1914, Низкая Улица, Могилёвская губерния — 6 сентября 1995, Княжицы, Могилёвская область) — белорусский художник, живописец, искусствовед, педагог. Заслуженный деятель искусств Белорусской ССР (1954). Народный художник Беларуси (1994). Лауреат Государственной премии Республики Беларусь (1996, присуждена посмертно).

## Биография
Родился 14 февраля 1914 года. Окончил Витебское художественное училище (1938) и Институт живописи, скульптуры, архитектуры имени В. Репина в Ленинграде (1953).
В 1953—1957 годах — учился в аспирантуре Института искусствоведения, этнографии и фольклора Академии Наук БССР без отрыва от производства.
С 1938 года работал в Государственном театре оперы и балета Белоруссии.
В 1941—1945 годах участвовал в Великой Отечественной войне. Воевал на Западном и Северо-Западном фронтах, участник разгрома фашистских войск под Москвой. В 1943 году награждён медалью «За оборону Москвы», а в 1945 году — медалью «За победу над Германией».
С 1946 по 1960 годы работал художником-оформителем, а затем — художником-постановщиком в Белорусском государственном академическом Большом театре оперы и балета. С 1960 года по 1964 год — ректор Белорусского государственного театрально-художественного института (БГТХИ), где создал кафедры искусствоведения и театроведения. В 1965—1967 годах руководил мастерской театральных художников БГТХИ. С 1967 года по 1979 год — заведующий кафедрой художественного оформления тканей и моделирования одежды.
В Белорусском государственном театре оперы и балета оформил спектакли:
- «Трильби» Александра Юрасовского (1940);
- «Тропинкою» Александра Юрасовского (1940);
- «Бахчисарайский фонтан» Бориса Асафьева (1949);
- «Проданная невеста» Бедржиха Сметаны (1949);
- «Чудесный клад» Павла Маляревского (1949);
- «Демон» Антона Рубинштейна (1950);
- «Тоска» Джакомо Пуччини (1950);
- «Красный мак» Рейнгольда Глиэра (1950);
- «Соловей» Михаила Крошнера (1950);
- «Паяцы» Руджеро Леонкавалло (1951);
- «Запорожец за Дунаем» Семёна Гулака-Артемовского (1951),
- «Иоланта» Петра Чайковского (1952);
- «Лакме» Лео Делиба (1952);
- «Шопениана» Фридерика Шопена (1952);
- «Страшный двор» Станислава Монюшко (1952);
- «Молодая гвардия» Юлия Мейтуса (1954);
- «Фра Дьяволо» Даниэля Обера (1955);
- «Корсар» Адольфа Адана (1957);
- «Михась Подгорный» Евгения Тикоцкого (1957);
- «Ясный рассвет» Алексея Туренкова (1958);
- «Баядерка» Людвига Минкуса (1960);
- «Тропою грома» Кара Караева (1960);
- «Цыганский барон» Иоганна Штрауса (1960);
- «Бал-маскарад» Джузеппе Верди (1962);
- «Джоконда» Амилькаре Понкьелли (1962).

В 1952—1954 годах был художником-оформителем в Белорусском театре им. Янки Купалы: «Счастье поэта» Василя Витки (1952), «Пинская шляхта» Винцента Дунина-Марцинкевича (1954).
В 1975 году около месяца провёл в творческой командировке в Индии и Непале.
Автор пейзажей: «Август» (1953), «Сосны» (1956), «Перед цветением» (1957), «Золото берёз» (1959), «Начало весны» (1961), «Белорусский пейзаж» и «На окраине Минска» (1963), «Над озером» и «Пробуждение» (1969), «Озерный край» (1970), «На Вяче» (1971), серии «По родному краю» и «Алтайский цикл» (1972), «На равнинах Полесья» (1980) и других. Автор монографии «Белорусская советская тематическая живопись» (1962), раздела по искусству Беларуси для «История искусства народов СССР» (т. 8, 1977); один из авторов «Истории белорусского искусства» (т. 4—6, 1990—1994). Всего было написано 176 картин.
В 1978 году вышел на пенсию. Умер 6 сентября 1995 года в деревне Княжицы Могилёвского района Могилёвской области

## Ученики
- Геннадий Горкунов, главный художник Борисовского комбината прикладного искусства, один из организаторов гобеленового цеха и соавторов первого гобелена «Человек познаёт мир» (1970), выполненного на комбинате для холла гостиницы «Турист». Создал гобелен «Золотой сад» для Посольства СССР в Индии.
- Ольга Гридина, выпускница кафедры художественного оформления тканей и моделирования одежды. Автор гобелена «Спортивный праздник в Раубичах», выполненного для Национальной библиотеки Республики Беларусь и гобелена-занавеса для Дворца Республики.
- Наталья Суховерхова, автор гобелена «Рогнеда», размещённого в интерьере Национальной библиотеки Республики Беларусь.
- Алла Непочелович, создатель гобелена «Весенняя соната», выполненного для Дворца бракосочетания в Новополоцке.
- Валентина Кривошеева, автор тканого полиптиха «Архитектура Беларуси», изготовленного для Республиканского Дворца культуры профсоюзов[4].

## Автопортреты и портреты
Существуют два портрета, созданных самим художником. Один из них, написанный Маслениковым в 1977 году, к своему 60-летию, широко известен. Автор изобразил себя «в единстве с дорогой ему природой, пейзажем». В автопортрете соединились воедино академическая постановочность и романтичность, влюблённость в жизнь. Другой автопортрет был найден в конце 1970-х годов театральным художником Михаилом Чепиком среди старых макетов в декорационно-постановочном зале театра, где работал Маслеников. Этот автопортрет был создан художником в первые годы своей работы в оперном театре. В нём воплощены мечтания и надежды молодого человека, вступающего на нелёгкую стезю творчества и мечтающего стать настоящим художником. Оба портрета объединяет романтичность и поэтика исполнения. Эти автопортреты включены в галерею мемориального зала художника в художественном музее Могилёва.
Два графических портрета Масленикова были созданы народным художником Беларуси Арленом Кушкуревичем в 1994 году. Портреты выполнены на серой французской бумаге сепией и углём. Были приобретены Могилёвским художественным музеем для мемориальной галереи Масленикова.
Ещё один портрет был написан театральным художником Евгением Жданом, учеником Павла Масленикова. «Композиция представляется как взрыв памяти, взрыв звезды, излучающей декоративное многоцветие творческих импульсов наставника».
В 1983 году белорусский художник В. С. Протасеня написал портрет своего коллеги и товарища и назвал его так: «Портрет заслуженного деятеля искусств БССР, ветерана Великой Отечественной войны Павла Васильевича Масленикова». В этом портрете автор показал «человека сильного характера, целеустремленную личность, гражданина и патриота своей земли».
Портрет художника, написанный его сыном, Владимиром, открывает мемориальную экспозицию Павла Масленикова в Могилёвском художественном музее.

## Семья
- Сын Владимир (род. в 1956) — художник, заведующий кафедрой живописи Белорусской академии искусств, доцент[6].
- Внук Павел, сын Владимира (род. в 1983) — художник, преподаватель Республиканского колледжа искусств имени И. О. Ахремчика[7].
- Татьяна, супруга Павла — художник, дизайнер, книжный иллюстратор.
- Екатерина, Ярослав и Владимир — дети Павла, внуки Владимира, правнуки Павла Масленикова.
- Внук Алексей, сын Владимира — художник-дизайнер, преподаватель 3D-моделирования в Национальном центре художественного творчества детей и молодёжи.
- Дочь Вера (в замужестве — Прокопцова), доктор искусствоведения, профессор, заведующая кафедрой белорусской и мировой художественной культуры Белорусского государственного университета культуры и искусств. Награждена орденом Креста преподобной Евфросинии Полоцкой.
- Владимир Прокопцов, супруг Веры — директор Национального художественного музея Республики Беларусь.

## Награды и звания
- Орден Отечественной войны II степени.
- Орден «Знак Почёта».
- Медаль «За трудовое отличие» (25 февраля 1955).
- Народный художник Беларуси (24 января 1994)[8] — «За большой личный вклад в развитие белорусского изобразительного искусства»
- Заслуженный деятель искусств Белорусской ССР (1954).
- Государственная премия Республики Беларусь (24 декабря 1996, посмертно)[9].

## Память
- В 1994 году в Могилёвском областном художественном музее открыта картинная галерея П. В. Масленикова.
- Указом Президента Республики Беларусь А. Г. Лукашенко от 22 января 1996 года имя П. В. Масленикова было присвоено Могилёвскому областному художественному музею и установлен памятник-бюст работы скульптора Летуна В.
- В 1999 году в Могилёве состоялся IV Международный пленэр по живописи имени П. В. Масленикова: «Образ Родины в изобразительном искусстве».
- В 2002 году коллектив Могилёвского областного художественного музея имени П. В. Масленикова стал лауреатом Государственной премии Республики Беларусь «За духовное возрождение»[10].
- В 2004 году прошёл IX Международный пленэр памяти П. В. Масленикова и В. К. Бялыницкого-Бирули.
- В ознаменование 100-летия со дня рождения художника Национальным банком Республики Беларусь тиражом 3000 экземпляров была выпущена памятная серебряная монета прямоугольной формы с полихромной и монохромной репродукциями и портретом «Павел Маслеников. 100 лет» («Павел Масленікаў. 100 гадоў») по дизайну С. Заскевич[11]
- 20 января 2014 года Министерство связи и информатизации Республики Беларусь выпустило в обращение конверт с оригинальной маркой «Живопись. П. В. Маслеников» из серии «Живопись». На марке использован фрагмент «Портрета заслуженного деятеля искусств БССР, ветерана Великой Отечественной войны П. В. Масленикова». Холст, масло. 1988. В. С. Протасеня. Иллюстрациями для конверта послужили картины Павла Масленикова: «Последние листья», холст, масло. 1987 год и «Свислочь раскрывается», картон, масло, 1992 год[12].
- Решением Минского городского исполнительного комитета от 27 сентября 2013 года № 2459 государственному учреждению образования «Гимназия № 75 г. Минска»[13] присвоено имя заслуженного деятеля искусств БССР, народного художника Беларуси, кандидата искусствоведения, доцента, лауреата Государственной премии Беларуси Масленикова Павла Васильевича
- Имя Павла Масленикова присвоено улице в Минске[14][15]